# 戴伟民 (有机化学家)
戴伟民（1957年8月5日—），浙江宁海县人，有机化学家。入选中华人民共和国教育部第五批"长江学者"特聘教授，曾就读于杭州大学化学系、中国科学院上海有机化学研究所。香港科技大学教授。